# Route 850 (Nouveau-Brunswick)
Pour les articles homonymes, voir Route 850.
La route 850 est une route locale du Nouveau-Brunswick, située dans le sud de la province. Elle traverse une région principalement boisée. De plus, elle mesure 27 kilomètres, et est pavée sur toute sa longueur. 

## Tracé
La 855 débute sur la route 845, juste au nord de Kingston. Elle commence par rejoindre la baie de Belleisle, qu'elle suit d'ailleurs pendant une vingtaine de kilomètres, en traversant Urquhart, Long Point et Keirsteadville. Elle se termine juste au sud-est de Springfield, sur la route 124. 

## Intersections principales
| route 850      |             |    |                                                         |                           |
| Comté          | Location    | km | Intersection/Destinations                               | Notes                     |
| Comté de Kings | Kingston    | 0  | R-845, Hampton, Summerville                             | extrémité ouest de la 845 |
| Comté de Kings | Erbs Cove   | 14 | Chemin Keirsteadville sud, vers R-845 et R-121, Hampton |                           |
| Comté de Kings | Springfield | 27 | R-124, Norton, Cambridge-Narrows                        | extrémité est de la 850   |